# Raffaelea santoroi
Raffaelea santoroi är en svampart som beskrevs av Guerrero 1966. Raffaelea santoroi ingår i släktet Raffaelea och familjen Ophiostomataceae.   Inga underarter finns listade i Catalogue of Life.